# 伽古屋圭市
伽古屋圭市（、1972年4月25日 - ）は日本の推理作家、パチプロ、元公務員。

## 略歴
公務員を退職後、『パチンコと暗号の追跡ゲーム』で宝島社主催の第8回『このミステリーがすごい!』大賞優秀賞を受賞。

## 作品リスト

### 単著

#### 山岸・シエナシリーズ
- パチプロ・コード（2010年2月 宝島社）
  - 【改題】パチンコと暗号の追跡ゲーム（2011年5月 宝島社文庫）
- 21面相の暗号（2011年12月 宝島社文庫）

#### かすがい食堂
- かすがい食堂（2021年3月 小学館文庫）
- かすがい食堂 あしたの色（2021年11月 小学館文庫）
- かすがい食堂 夢のゆくさき（2023年4月 小学館文庫）

#### その他
- AR 推理バトル・ロワイアル（2012年10月 宝島社）
  - 【改題】幻影館へようこそ 推理バトル・ロワイアル（2013年11月 宝島社文庫）
- 帝都探偵 謎解け乙女（2013年12月 宝島社文庫）
- からくり探偵・百栗柿三郎（2015年1月 実業之日本社文庫）
- なないろ金平糖 いろりの事件帖（2015年5月 宝島社文庫）
- 落語家、はじめました。 青葉亭かりんの謎解き高座（2015年9月 TO文庫）
- からくり探偵・百栗柿三郎 櫻の中の記憶（2016年1月 実業之日本社文庫）
- 散り行く花（2017年8月 講談社）
- 断片のアリス（2018年3月 新潮文庫nex）
- ねんねこ書房謎解き帖 文豪の尋ね人（2018年8月 実業之日本社文庫）
- 冥土ごはん 洋食店 幽明軒（2018年12月 小学館文庫）
- 拝啓、未来に生きた昔のぼくへ 新選組青春録（2019年12月 メゾン文庫）
- あやかしよろず相談承ります（2021年1月 双葉文庫）
- クロワッサン学習塾（2023年6月 文春文庫）
- 猫目荘のまかないごはん（2023年9月 角川文庫）

### アンソロジー
「」内が伽古屋圭市の作品
- 10分間ミステリー（2012年2月 宝島社文庫）「ある閉ざされた雪の雀荘で」
- もっとすごい！ 10分間ミステリー（2013年5月 宝島社文庫）「記念日」
- 5分で読める！ ひと駅ストーリー 夏の記憶 西口編（2013年7月 宝島社文庫）「夏の終わり」
- 5分で読める！ ひと駅ストーリー 冬の記憶 西口編（2013年12月 宝島社文庫）「刹那に見る夢のつづきは」
- 5分で読める！ ひと駅ストーリー 本の物語（2014年12月 宝島社文庫）「本に閉じ込められた男」
- 5分で凍る！ ぞっとする怖い話（2015年5月 宝島社文庫）「夏の終わり」「記念日」
- 5分で読める！ ひと駅ストーリー 旅の話（2015年12月 宝島社文庫）「マヨイガ」
- 5分で驚く！ どんでん返しの物語（2016年6月 宝島社文庫）「記念日」
- 10分間ミステリー THE BEST（2016年9月 宝島社文庫）「記念日」
- 超短編！ 大どんでん返し（2021年2月 小学館文庫）「籠城オブ・ザ・デッド」
- 3分で読める！ 誰にも言えない○○の物語（2022年5月 宝島社文庫）「誰にも言えないお仕置きの物語」
- 3分で読める！ ティータイムに読むおやつの物語（2023年4月 宝島社文庫）「交わらないミルフィーユ」
- 3分で殺す！ 不連続な25の殺人（2023年9月 宝島社文庫）「夏の終わり」
- 3分で不穏！ ゾクッとするイヤミスの物語（2024年1月 宝島社文庫）「記念日」「誰にも言えないお仕置きの物語」

## 出演
- 『消防女子!!女性消防士・高柳蘭の誕生』CM
- 『サイレント・ヴォイス 行動心理捜査官・楯岡絵麻』CM